# Клыгино (Новосибирская область)
Клыгино — населённый пункт в Сузунском районе Новосибирской области России. Входит в Малышевский сельсовет.

## География
Площадь населённого пункта — 6 гектаров.

## Население
| 2002 | 2007 | 2010 |
| ---- | ---- | ---- |
| 24   | ↗25  | ↘20  |

## Инфраструктура
В населённом пункте по данным на 2007 год отсутствует социальная инфраструктура.